# Thorngates Postulat der angemessenen Komplexität
Thorngates Postulat der angemessenen Komplexität (engl. Thorngate's postulate of commensurate complexity) ist eine Beschreibung eines sozialwissenschaftlichen Phänomens, welches Forschungsrichtungen und -ergebnisse betrifft. Zusammenfassend vertritt  Karl E. Weick in diesem Konzept die Meinung, dass während der Arbeit an sozialwissenschaftlichen Forschungen nur zwei der drei metatheoretischen Tugenden „allgemein“, „genau“, „einfach“ erreicht werden können und die dritte notwendigerweise vernachlässigt werden muss. Der Name des Konzepts leitet sich von dem kanadischen Sozialpsychologen Warren Thorngate (University of Alberta) her, dessen Werk Weick zitiert.

## Hintergrund
Hintergrund des Theorems ist die Debatte zweier Soziologen – Kenneth J. Gergen und Barry R. Schlenker – um die Aussagekraft soziologischer Theorien. Während Schlenker wohl die Meinung vertritt, dass der Kontext von soziologischem Verhalten nur oberflächlich mit den Beobachtungen verbunden sei, schien Gergen die Meinung zu vertreten, dass der Kontext alle Ebenen der Beobachtung durchdringen würde und damit der Kontext zur wesentlichen Größe in der Beobachtung würde. Diese Aussage könnte vereinfachend so dargestellt werden, dass soziologische Beobachtungen keine generalisierte Erkenntnis enthielten, sondern nur noch „historischen“ Wert hätten: Soziologie wäre eine Form der Geschichtsforschung. In der Betrachtung dieser Positionen schreibt Thorngate:

„Es ist unmöglich für eine Theorie sozialen Verhaltens, gleichzeitig generell, einfach oder kurz und genau zu sein.
 It is impossible for a theory of social behaviour to be simultaneously general, simple or parsimonious, and accurate.“

Diese Aussage wird untermauert durch eine Aussage Gergens:

„Je genereller eine einfache Theorie ist, um so unzuverlässiger wird sie in der Vorhersage von Spezifika sein.
 The more general a simple theory, the less accurate it will be in predicting specifics.“

## Interpretation des Theorems durch Weick

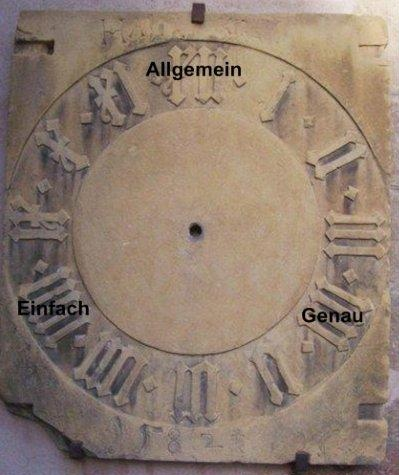
Allgemein, Genau und Einfach

Weick beschreibt das Modell anhand einer Uhr, bei der auf 12 Uhr das Wort allgemein (engl. General), auf 4 Uhr das Wort „genau“ (engl. Accurate) und auf 8 Uhr das Wort „einfach“ (engl. Simple) steht.
Nach seiner Darstellung kann Forschung sich in einem Kontinuum auf dem Zifferblatt zwischen den drei Ausprägungen definieren lassen:
- wenn die Forschung sich zwischen „genau“ und „einfach“ befindet, ist sie nicht mehr allgemein nutzbar.
- Wenn sich Forschung auf allgemeine/einfache Aussagen konzentriert, dann mangelt es ihnen an Genauigkeit,
- wenn sie sich auf allgemein/genaue Forschung konzentriert, ist sie nicht mehr einfach.

Implizit zeigt Weick damit folgendes auf:
- Forschungsergebnisse, die einfach und allgemein sind (10-Uhr-Forschung), sind ungenau;
- Forschung, die genau und einfach ist (6-Uhr-Forschung), kann nur auf sehr begrenzte Gebiete angewandt werden und
- Forschung die allgemein und genau (2-Uhr-Forschung) ist, wird mit einer erheblichen Komplexität ausgestattet sein.

Als Beispiele für 2-Uhr-Forschung nennt Weick die psychoanalytische Theorie (Otto Fenichel), Levinsons Organisationsdiagnose und Gregory Batesons Theorie zur Ökologie des Geistes. Sechs-Uhr-Forschung (einfach und genau aber nicht allgemein) erkennt er beispielsweise in der Verhandlungstheorie von Komorita und Chertkoff aber auch in einem großen Teil der Feld- und Laborforschung. Als Beispiele für 10-Uhr-Forschung (einfach und allgemein aber ungenau) nennt Weick das Peter-Prinzip, das Konzept der losen Kopplung und die organisierte Anarchie.
Für Weick bedeutet das, dass Forschungsansätze, die sich nach dieser Darstellung zwangsläufig auf eine oder zwei Dimensionen konzentrieren müssen, durch andere Ansätze ergänzt werden sollten. Nur so können vollständige Bilder von Forschungsgegenständen entstehen. Somit ist das Postulat deskriptiv für die Forschung und präskriptiv für die Forschungsmethodik.

## Kritik
Auch wenn das Konzept im Allgemeinen anerkannt wird, kritisieren Fred Dickinson, Carol Blair und Brian L. Ott Weick's Verwendung des Wortes "Accurate" (Genau). Insbesondere in Untersuchungen zu Gedächtnis und ähnlich schwierig qualifizierbaren Themen ist Genauigkeit (im Sinne von Präzision) nur schwierig zu erreichen. Sie schlagen eine Substituierung durch den Terminus "interpretive utility" (interpretativer Nutzen) vor.